# Antônio Carlos Couto de Barros
Antônio Carlos Couto de Barros (Campinas, 19 de setembro de 1896 - Campinas, 16 de maio de 1966) foi um advogado, escritor, jornalista e professor brasileiro.
Filho de Adriano Júlio de Barros e Altemira Alves Couto de Barros, de família pertencente a autênticos troncos bandeirantes, formou-se em direito pela Faculdade do Largo de São Francisco na turma de 1917.
Participou ativamente do movimento modernista brasileiro, integrando a comissão organizadora da Semana de Arte Moderna de 1922. Nesse mesmo ano, fundou e dirigiu, ao lado de vários companheiros, a revista Klaxon, cuja redação funcionava em seu escritório de advocacia, de que era sócio o também modernista Tácito de Almeida, irmão de Guilherme de Almeida. Dirigiu, com Antônio de Alcântara Machado, o quinzenário Terra Roxa e Outras Terras (1926). Colaborou em muitos outros periódicos da época, escrevendo inúmeros artigos, crônicas, contos e resenhas.
Foi redator-chefe do jornal paulistano Diário Nacional, órgão de imprensa ligado ao Partido Democrático, que também ajudou a fundar. Diretor da Liga de Defesa Paulista, por ocasião da Revolução de 32, contribuiu de modo relevante para a causa constitucionalista.
Couto de Barros foi ainda criador, professor (História Econômica do Brasil) e secretário geral, durante muitas décadas, da Escola de Sociologia e Política de São Paulo, instituição fundada em 1933.
Fazendeiro e empresário, participou da organização da Viação Aérea São Paulo (VASP), tendo sido eleito seu primeiro vice-presidente. Traduziu a obra "História econômica contemporânea", de Laurent Dechesne. Escrevia, também sob vários pseudônimos, entre os quais o de Clodomiro Santarém.
Casado, em 1942, com Décia Milano de Barros, radicou-se em Sousas, distrito de sua terra natal, onde faleceu em 1966, deixando cinco filhos.
Homenagens à sua memória são a Avenida Antônio Carlos Couto de Barros e a Escola Estadual de Primeiro Grau Dr. Antônio Carlos Couto de Barros (ambas em Campinas), e a rua Dr. Couto de Barros, em São Paulo.